# Der Hofastrologe Seni vor der Leiche Wallensteins
Der Hofastrologe Seni vor der Leiche Wallensteins ist ein Gemälde von Carl Theodor von Piloty aus dem Jahr 1855. Es ist in der Neuen Pinakothek in München ausgestellt. Es wurde mit Ölfarben auf Leinwand gemalt. 1855 wurde das Gemälde durch König Ludwig I. vom Künstler angekauft. Eine der verschiedenen kleinformatigeren, durch den Künstler ausgeführten Repliken des Gemäldes befindet sich in der Alten Nationalgalerie in Berlin.

## Motiv
Das Historienbild zeigt den soeben ermordeten Albrecht Wenzel Eusebius von Waldstein (genannt „Wallenstein“) am Boden liegend. Daneben steht trauernd sein Leibarzt und Astrologe Giovanni Battista Seni.
Das Motiv ist eine Anlehnung an Friedrich Schillers Wallenstein-Trilogie.